# Ania z Zielonego Wzgórza (powieść)
Ania z Zielonego Wzgórza, również Anne z Zielonych Szczytów (ang. Anne of Green Gables) – powieść autorstwa kanadyjskiej pisarki Lucy Maud Montgomery, pierwsza część cyklu powieściowego Ania z Zielonego Wzgórza, po raz pierwszy wydana w 1908 r. Pierwsze polskie tłumaczenie ukazało się w 1911 roku nakładem Wydawnictwa M. Arcta (późniejsze M. Arct Zakłady Wydawnicze S.A.).

## Fabuła
Akcja toczy się w Kanadzie na Wyspie Księcia Edwarda w miejscowości Avonlea, Carmody, Charlottetown oraz w Białych Piaskach. Fabuła rozgrywa się w latach 70. i na początku lat 80. XIX wieku (od czerwca 1877 r. do wakacji 1882).
Główną bohaterką powieści jest Anna Shirley – obdarzona bujną wyobraźnią i szalenie gadatliwa 11-letnia rudowłosa dziewczynka z sierocińca, która zostaje przygarnięta przez mieszkające na Zielonym Wzgórzu niezamężne rodzeństwo Cuthbertów – Mateusza i Marylę. Cuthbertowie zamierzali zaadoptować chłopca, by mógł pomagać Mateuszowi w gospodarstwie, ale na skutek pomyłki zamiast chłopca zostaje wysłana do nich dziewczynka. Maryla zamierza odesłać ją z powrotem do sierocińca albo oddać pod opiekę innej rodzinie. Przejęta wzruszającą i smutną historią jej życia Maryla postanawia zatrzymać Anię, ku radości Mateusza, który, choć nieśmiały wobec płci przeciwnej, zapałał sympatią do gadatliwego dziecka.
Akcja książki toczy się przez pierwsze pięć lat pobytu Ani w Avonlea. Przez ten czas Ania poznaje wiele nowych osób. Jej serdeczną przyjaciółką i bratnią duszą zostaje jej rówieśnica, mieszkająca nieopodal Diana Barry. Na początku roku szkolnego Ania poznaje ubóstwianego przez wszystkie dziewczęta Gilberta Blythe, który, nazywając ją dla żartu „marchewką”, skazuje się tym samym na jej niechęć. Ania mimo przeprosin ze strony Gilberta jest uparta i przez wiele lat traktuje go z dystansem jako największego wroga.
W czasie nauki w szkole w Avonlea Ania przeżywa wiele przygód. Chcąc pozbyć się znienawidzonych rudych warkoczy kupuje od wędrownego kupca farbę do włosów. W efekcie farbowania Ania otrzymała zielone włosy zamiast obiecanych kruczoczarnych. Przez roztargnienie piecze ciasto z kroplami walerianowymi zamiast wanilii. Jest jedną z najlepszych uczennic, rywalizując o palmę pierwszeństwa z Gilbertem. Razem z innymi koleżankami ze szkoły, m.in. Ruby Gillis, Dianą Barry, Józią Pye i Janką Andrews, Ania zakłada Klub Powieściowy. Dziewczynka cieszy się sympatią kolegów i koleżanek. O jej względy ubiegają się dwaj chłopcy – Gilbert Blythe i Karol Sloane. Jedyną osobą, która nie przepada za Anią, jest złośliwa Józia Pye. Z jej powodu (a także z powodu swojej wybujałej wyobraźni i oślego uporu) Ania często wpada w różne tarapaty.
Również starsi (dorośli) bardzo lubią Anię. Surowa Maryla szybko łagodnieje przy tym rozgadanym i pełnym miłości dziecku. Po pierwszym niefortunnym spotkaniu i kłótni z panią Małgorzatą Linde, przyjaciółką Maryli, Ania zaprzyjaźnia się z tą największą plotkarką z Avonlea. Jej pokrewnymi duszami stają się także pani Allan, żona nowego pastora, bogata ciotka Diany – stara panna Józefina Barry, a także panna Muriel Stacy, nowa nauczycielka w Avonlea. Panna Stacy zachęca Anię do dalszej nauki w seminarium nauczycielskim w Charlottetown. Ania zdaje egzaminy razem z kilkorgiem innych uczniów z Avonlea, m.in. zakochanym w niej Gilbertem. Po intensywnym roku nauki zdobywa dyplom nauczycielski i stypendium mogące sfinansować jej studia na uniwersytecie w Redmond.
W wieku 16 lat Ania wraca do domu z seminarium. Niestety, niedługo po jej powrocie, w czasie wakacji umiera Mateusz, co jest dla Ani wielkim ciosem. Nie chcąc zostawiać Maryli samej, Ania rezygnuje z podjęcia studiów w odległym Redmond. Postanawia zostać nauczycielką w rodzinnym Avonlea. Umożliwia jej to Gilbert, który rezygnuje z zajętej wcześniej posady nauczyciela w szkole, co staje się pretekstem do pogodzenia się z nim.

## Polskie tłumaczenia książki
Powieść L.M. Montgomery pierwszy raz została przetłumaczona w roku 1911 przez Rozalię Bernsztajnową i wydana nakładem wydawnictwa M. Arcta. Pierwsze tłumaczenia powieści dla dzieci, w tym i „Ani z Zielonego Wzgórza” Bernsztajnowej, są dziś szeroko krytykowane ze względu na zbędną infantylizację, zdrobnienia i przekłamania. W czasie, gdy powstawało pierwsze tłumaczenie „Ani z Zielonego Wzgórza”, literatura dziecięca miała pełnić funkcję pedagogiczną, dlatego dziecięcego odbiorcę traktowano w sposób szablonowy.
Tłumaczenie samego tytułu powieści dokonane przez Rozalię Bernsztajnową jest błędne, bowiem słowo gable zawarte w tytule książki oznacza trójkątną ścianę łączącą dwie połacie spadzistego dachu (zob. szczyt), nie zaś wzgórze. Kolejni tłumacze powielali ten błąd, gdyż tytuł „Ania z Zielonego Wzgórza” dobrze zadomowił się w polskiej kulturze, a samo tłumaczenie Rozalii Bernsztajnowej jest najbardziej znane polskim czytelnikom. Rozalia Bernsztajnowa chętnie stosowała strategię udomowienia, dostosowując swoje tłumaczenie do realiów Polski 1911 roku. Nazwa miejscowości White Sands została oddana jako „Białe Piaski”, słowo farm Bernsztajnowa przetłumaczyła jako „dworek”, a sąsiadka Cuthbertów, Rachel Lynde, w tłumaczeniu z 1911 r. występuje jako „Małgorzata Linde”.
Kolejne przekłady powieści Montgomery ukazały się dopiero w latach 90. XX. Do roku 2018 powstało ich co najmniej jedenaście. Większość z nich jest ostro krytykowana za rażące błędy i niechlujne wykonanie. Tłumaczenia „Ani z Zielonego Wzgórza”, poza Rozalią Bernsztajnową, dokonali: Rafał Dawidowicz, Jan Jackowicz, Katarzyna Jakubiak, Dorota Kraśniewska-Durlik, Agnieszka Kuc, Ewa Łozińska-Małkiewicz, Przemysław Piekarski, Joanna Sałaciak, Jolanta Ważbińska, Katarzyna Zawadzka, Anna Bańkowska, Paweł Beręsewicz. Najbardziej przychylne recenzje spośród wymienionych zebrały najnowsze tłumaczenia dokonane przez Pawła Beręsewicza (wydane nakładem Wydawnictwa Skrzat w roku 2012) i Agnieszkę Kuc (wydane nakładem Wydawnictwa Literackiego w roku 2006). Agnieszka Kuc zrezygnowała z nadmiernego udomawiania tłumaczenia powieści i niektóre z nazw własnych pozostawiła niezmienione, np. Bright River zamiast „Jasnej Rzeki” Bernsztajnowej. Co więcej, Agnieszka Kuc krytykowała tłumaczenie Rozalii Bernsztajnowej za jej niekonsekwencję i brak precyzji.
Tłumaczenie Pawła Beręsewicza ocenia się jako „wierne oryginałowi”, bez niepotrzebnych skrótów, pełne „barwnych i bogatych opisów miejsc, życia codziennego”. Paweł Beręsewicz, w odróżnieniu od Bernsztajnowej, w większości nie spolszczał imion i nazwisk. Według tłumacza nie ma takiej potrzeby, gdyż akcja powieści toczy się w obcym dla polskich czytelników kontekście kulturowym, który stanowi atut książki. Według Beręsewicza „spolszczanie kontekstu powinno być ograniczone do minimum”. W związku z tym pozostawił on jedynie imiona Ani, Maryli i Mateusza w polskim brzmieniu, znanym z tłumaczenia Bernsztajnowej.
26 stycznia 2022 nakładem wydawnictwa Marginesy ukazał się nowy przekład powieści, którego autorka, Anna Bańkowska zdecydowała się na tytuł „Anne z Zielonych Szczytów”, zgodny z oryginalnym  Anne of Green Gables. Montgomery pisała w swoich dziennikach, że słowo "gables" często było źle tłumaczone. Bańkowska zrezygnowała też ze spolszczeń imion bohaterów powieści. W nowym przekładzie uzupełnione zostały też liczne zdania opuszczone przez Bernsztajnową.